# Грили (Ајова)
Грили (енгл. Greeley) град је у америчкој савезној држави Ајова. По попису становништва из 2010. у њему је живело 256 становника.

## Демографија
Према попису становништва из 2010. у граду је живело 256 становника, што је -20 (-7.2%) становника више него 2000. године.
| Група             | 2000.       | 2010.        |
| Белци             | 275 (99,6%) | 256 (100.0%) |
| Афроамериканци    | 0 (0,0%)    | 0 (0,0%)     |
| Азијати           | 0 (0,0%)    | 0 (0,0%)     |
| Хиспаноамериканци | 1 (0,4%)    | 0 (0,0%)     |
| Укупно            | 276         | 256          |